# Trần Thùy Mai
Trần Thùy Mai, tên thật Trần Thị Thùy Mai, (sinh 8 tháng 9 năm 1954) là nhà văn nữ Việt Nam, hiện đang sinh sống tại Huế.

## Tiểu sử
Trần Thùy Mai sinh tại Hội An, Quảng Nam. Quê quán: làng An Ninh Thượng, xã Hương Long, huyện Hương Trà, (nay là phường Hương Long, Thành phố Huế), tỉnh Thừa Thiên Huế.
Trần Thùy Mai bắt đầu được các bạn trẻ yêu thích văn chương ở Huế biết đến khi đang học ở trường Đồng Khánh những năm trước giải phóng. Tốt nghiệp Tú tài 2 từ 1972, chị thi đậu thủ khoa môn văn Đại học Sư phạm Huế. Sau 1975, chị học tiếp Đại học Sư phạm. Năm 1977, sau khi tốt nghiệp, Trần Thùy Mai được giữ lại trường, làm công tác giảng dạy và nghiên cứu môn Văn học dân gian. Năm 1987, chị quyết định chuyển sang làm biên tập viên ở Nhà xuất bản Thuận Hóa. Với lối rẽ này, Trần Thùy Mai đã chọn nghiệp viết làm con đường đi cho riêng mình.
Trưởng thành cùng thế hệ với Lý Lan, Nguyễn Thị Minh Ngọc ở Sài Gòn, những người cầm bút đầu tiên sau chiến tranh. Có thể nói, đây chính là thế hệ dò đường đi tìm những đề tài hậu chiến. Tính từ truyện ngắn đầu tay "Một chút màu xanh" in trên Tạp chí Sông Hương đến nay, nữ nhà văn người Huế này đã có trên 30 năm cầm bút với hàng trăm tác phẩm truyện ngắn được nhiều thế hệ bạn đọc yêu mến. Trong đó, một số truyện ngắn nổi tiếng như: Gió thiên đường, Thập tự hoa, Quỷ trong trăng, Thương nhớ Hoàng Lan, Mưa đời sau, Người bán linh hồn, Trăng nơi đáy giếng, Thị trấn hoa quỳ vàng... của chị đã được dịch sang tiếng Anh, tiếng Pháp và tiếng Nhật...
Trần Thùy Mai là một trong những nhà văn nữ viết khỏe và khá đều tay hiện nay. "Những truyện ngắn của chị rất đa dạng, phảng phất không khí đất trời xứ Huế, quan tâm đến mọi mặt của cuộc sống, nhất là lớp trẻ và nhìn họ với một con mắt đầy yêu thương và hy vọng". Trong khoảng 10 năm trở lại đây, Trần Thùy Mai viết nhiều về những đề tài và nhân vật lịch sử, đặc biệt là những nhân vật nữ in bóng trong lịch sử triều Nguyễn, gắn liền với Kinh thành Huế.
Trần Thùy Mai từng tâm sự: "Với tôi, viết là một nghề. Nó giống như mọi nghề khác ở chỗ phải có kỹ năng và lương tâm. Vì thế, trong cuộc đời tôi đã có nhiều lúc buồn nản nhưng chưa bao giờ thấy chán viết, chưa bao giờ muốn bỏ bút".
Là một phụ nữ Huế nhẹ nhàng, tinh tế và sâu sắc, Trần Thùy Mai thấm thía nỗi đau, sự tổn thương và mất mát trong tình yêu. Một điều dễ dàng nhận thấy, Trần Thùy Mai dành tình cảm ưu ái rất riêng cho các nhân vật nữ của mình. "Cuộc sống vốn đa chiều và phức tạp. Tình yêu cũng không nằm ngoài quy luật khắc nghiệt ấy. Thế nhưng, tình yêu dẫu mất mát, phụ bạc và đớn đau đến nhường nào thì con người cũng chỉ thật sự tìm thấy hạnh phúc khi có nó. Chính vì thế, tình yêu trong truyện ngắn Trần Thùy Mai không đơn thuần là một câu chuyện lãng mạn, thấm đẫm nước mắt để "câu khách" mà đó là cái cớ để chị nói về cuộc sống với những con người đang ngày ngày sống, yêu và ruồng bỏ tình yêu của chính mình. Mỗi câu chuyện đau đáu một nỗi niềm.

## Tác phẩm
Sáng tác:
- Cỏ hát, tập truyện ngắn đầu tay in chung với Lý Lan, Nhà xuất bản Tác phẩm mới, Hà Nội - 1983
- Bài thơ về biển khơi, Tập truyện ngắn, Nhà xuất bản Thuận Hóa, Huế - 1983
- Thị trấn hoa quỳ vàng, Tập truyện ngắn, Nhà xuất bản Hội Nhà văn, Hà Nội - 1994
- Trò chơi cấm, Tập truyện ngắn, Nhà xuất bản Trẻ, Thành phố Hồ Chí Minh - 1998
- Người khổng lồ núi Bạc, Truyện thiếu nhi, Nhà xuất bản Trẻ, TP. Hồ Chí Minh - 2002
- Đêm tái sinh, Tập truyện ngắn, Nhà xuất bản Thuận Hóa, Huế - 2003
- Thập tự hoa, Tập truyện ngắn, Nhà xuất bản Thuận Hóa, Huế - 2003
- Biển đời người, Tập truyện ngắn, Nhà xuất bản Công an nhân dân, Hà Nội - 2003
- Thương nhớ Hoàng Lan, Tập truyện ngắn chọn lọc, Nhà xuất bản Văn Mới, California, USA - 2003
- Mưa đời sau, Tập truyện ngắn, Nhà xuất bản Văn Nghệ Thành phố Hồ Chí Minh - 2005
- Mưa ở Trasbourg, Tập truyện ngắn, Nhà xuất bản Phụ Nữ, Hà Nội – 2007
- Lửa hoàng cung, Tập truyện ngắn, Nhà xuất bản Văn Nghệ Thành phố Hồ Chí Minh - 2008, Nhà xuất bản Thanh Niên, Hà Nội - 2010
- Một mình ở Tokyo Lưu trữ ngày 14 tháng 9 năm 2010 tại Wayback Machine, Tập truyện ngắn, Nhà xuất bản Văn Nghệ Thành phố Hồ Chí Minh - 2008
- Onkel yêu dấu, Tập truyện ngắn, Nhà xuất bản Văn Nghệ Thành phố Hồ Chí Minh - 2010
- Trăng nơi đáy giếng, tập truyện ngắn chọn lọc, Nhà xuất bản Thanh Niên - 2010
- Từ Dụ thái hậu, bộ tiểu thuyết 2 tập, Nhà xuất bản Phụ nữ - 2019

Nghiên cứu:
- Truyện kể dân gian Bình Trị Thiên, Sưu tầm - biên khảo, Soạn chung với Trần Hoàng, Phạm Bá Thịnh, Sở Văn hóa Thông tin Bình Trị Thiên xuất bản 1986.
- Ca dao, dân ca Bình Trị Thiên, Sưu tầm - biên khảo, Soạn chung với Trần Hoàng, Phạm Bá Thịnh, Đinh Thị Hựu, Nhà xuất bản Thuận Hóa, Huế - 1989.
- Dân ca Thừa Thiên Huế, Sưu tầm - biên khảo, Nhà xuất bản Thuận Hóa, Huế - 2004

Dịch thuật:
- Bên trong, Tập truyện ngắn của các tác giả nữ Nhật Bản, dịch từ tiếng Anh, Nhà xuất bản Thuận Hóa, Huế - 2010

Nhiều truyện ngắn của Trần Thùy Mai đã được chuyển thể kịch bản sân khấu hoặc dựng thành phim như: "Hãy khóc đi em" (2005) "Gió thiên đường", "Thập tự hoa" (2005), "Trăng nơi đáy giếng" (2009)

## Đánh giá
Về văn chương của Trần Thùy Mai, PGS.Tiến sĩ Văn học Hồ Thế Hà từng nhận định: "...Những nhân vật của Trần Thùy Mai thường không bình lặng. Họ cô đơn, hẫng hụt, tiếc nuối nhưng không bao giờ từ bỏ khát vọng sống của mình bằng cách bơi ngược dòng sông ký ức để làm sống lại những điều tốt đẹp....Đọc Trần Thùy Mai, tôi bị cuốn hút bởi chất nhân ái và triết lý này. Con người dù giận hờn, hằn học nhưng trong tận cùng sâu thẳm của ý thức cộng đồng, họ âm thầm sẻ chia và nhận nỗi đau về mình để được kéo dài ra trong niềm vui của người khác, để được yêu trong trắc ẩn dù có khi không tránh khỏi sự đối xử thờ ơ, nguội lạnh của tha nhân..."

Nguyễn Vinh Sơn, đạo diễn bộ phim "Trăng nơi đáy giếng", một đồng hương xứ Huế với nữ nhà văn thì nhận xét: "Cảm nhận của Trần Thùy Mai đầy Huế. Chất thơ là thuộc tính của người Huế từ cung cách đi đứng, nói năng đến lối sống thâm trầm, sâu sắc, tinh tế..."

Nhà báo Hoàng Nguyên Vũ cho rằng: "Càng về sau văn chị viết càng đời, càng đầy đủ mặn ngọt đắng cay của những phận đời trong đó....Dù những cái kết được báo trước nhưng người đọc vẫn muốn nếm hết những vị đắng cay, điệu man mác cho đến những dòng cuối cùng."

## Suy nghĩ về nghề văn
"Cứ mỗi lần trèo qua một con dốc thì lập tức xuất hiện trước mắt mình một con dốc khác cao hơn. Thế là lại đi và đi mãi như thế trong gió ngược... Nhiều khi mỏi mà không muốn dừng bởi hai bên đường nhiều hoa thơm cỏ lạ quá. Cứ muốn hái và ôm đầy tay..."

## Vinh danh
- Giải nhất cuộc thi tiểu thuyết của Hội nhà văn Việt Nam lần thứ 5 (2016 – 2019).
- Giải B, giải thưởng Văn học Nghệ thuật Cố đô lần thứ hai[5], (1998) cho Tập truyện ngắn "Thị trấn hoa quỳ vàng".
- Giải C, Giải thưởng Văn học thiếu nhi "Vì tương lai đất nước" của Nhà xuất bản Trẻ (2002) cho truyện dài thiếu nhi "Người khổng lồ núi Bạc"
- Giải B, Hội Nhà văn Việt Nam (2002, không có giải A) và Giải A, giải thưởng Văn học Cố đô lần thứ ba[5] (2005), cho tập truyện ngắn "Quỷ trong trăng".
- Giải thưởng Ủy ban Toàn quốc Liên Hiệp các Hội Văn học Nghệ thuật Việt Nam (2003) và Giải A, giải thưởng Văn học Nghệ thuật Cố đô lần thứ tư[6] (2008) cho tập truyện ngắn "Thập tự hoa".
- Giải thưởng của Hội liên hiệp Văn học Nghệ thuật Thừa Thiên Huế (2008), cho tập truyện ngắn "Một mình ở Tokyo"[7].
- Giải cống hiến vì cộng đồng năm 2011 do Ủy ban kết nghĩa thành phố San Francisco - TP. Hồ Chí Minh trao tặng[8].